# Эбзери, Кэти-Рэй
Кэти-Рэй Эбзери (англ. Katie-Rae Ebzery; род. 8 января 1990 года, Уарата, штат Новый Южный Уэльс, Австралия) — австралийская профессиональная баскетболистка, которая выступала в женской национальной баскетбольной лиге. Играла на позиции разыгрывающего защитника.
В составе национальной сборной Австралии принимала участие в Олимпийских играх 2016 года в Рио-де-Жанейро и Олимпийских играх 2020 года в Токио, стала серебряным призёром чемпионата мира 2018 года в Испании, помимо этого выиграла чемпионат Океании 2015 года в Австралии и Новой Зеландии и Игры Содружества 2018 года в Голд-Косте, а также завоевала серебряные и бронзовые медали чемпионатов Азии 2017 и 2019 годов в Индии.

## Ранние годы
Кэти-Рэй Эбзери родилась 8 января 1990 года в небольшом городе Уарата (Новый Южный Уэльс), северо-западном пригороде Ньюкасла.